# طالبی (نام خانوادگی)
طالبی (منسوب به طالب) یک نام خانوادگی است. افراد شاخص با این نام از این قرارند:
- ابوالقاسم طالبی، کارگردان سینمای اهل ایران
- ابوطالب طالبی، کشتی‌گیر اهل ایران
- جلال طالبی، بازیکن سابق فوتبال اهل ایران
- حسین طالبی مقدم، کوهنورد و غارنورد ایرانی
- فرشید طالبی، بازیکن فوتبال اهل ایران
- محمدعلی طالبی، کارگردان و فیلمنامه‌نویس اهل ایران
- محمدعلی طالبی (شهردار)، سیاستمدار اهل ایران.

## نام‌های مشابه
- احمد طالبی‌نژاد، نویسنده و منتقد سینما اهل ایران
- آرش طالبی‌نژاد، بازیکن فوتبال اهل ایران

### همچنین نگاه
- طالبی
- طالبی (ابهام‌زدایی)